# Sonate pour violon et clavecin de Milhaud
La Sonate pour violon et clavecin, op. 257, est une œuvre de musique de chambre de Darius Milhaud composée en 1945.

## Présentation
Commande d'Alexander Schneider et Ralph Kirkpatrick, la Sonate pour violon et clavecin de Milhaud, « curieuse et intéressante », est composée à Mills College entre le 27 juillet et le 8 août 1945. Elle est contemporaine du Quatuor à cordes no 12 du compositeur.
Dédiée à Schneider et Kirkpatrick, l'œuvre est créée par les dédicataires au Town Hall de New York le 30 novembre 1946.

## Structure
La Sonate, d'une durée moyenne d'exécution de douze minutes environ, est constituée de trois mouvements, :
1. Nerveux,
2. Calme,
3. Clair et vif.

## Analyse
Pour Colin Mason et Edwin Evans, « le style harmonique général de cette œuvre sérieuse et attirante est alerte et vif, avec peu d'archaïsme sinon une certaine abondance fleurie d'ornementation dans l'écriture ».
Le musicologue François-René Tranchefort relève cependant que « l'ensemble conserve une certaine gravité, — une écriture harmonique acérée ».
La partition, dans laquelle le piano peut éventuellement remplacer le clavecin, est publiée par Elkan-Vogel (Presser), avec les registrations de Kirkpatrick. Dans le catalogue des œuvres de Darius Milhaud, la Sonate pour violon et clavecin porte le numéro d'opus 257.

## Discographie
- Darius Milhaud, Vittorio Rieti : violon & clavecin, Roger Elmiger (violon), Micheline Mitrani (clavecin), Gallo CD-585, 1989.